# Paul Waugh
Pour les articles homonymes, voir Waugh.
Paul Waugh est un homme politique et journaliste britannique qui est député de Rochdale depuis 2024. Se présentant sous la bannière travailliste, il bat George Galloway, l'unique député du Parti des travailleurs de Grande-Bretagne.

## Biographie
Waugh est né à Wardle, dans le Lancashire, et grandit dans une cité HLM à Spotland, Rochdale. Formé à l'école communautaire d'Oulder Hill, il étudie ensuite la philosophie et la physiologie à l'Université d'Oxford et le journalisme à l'Université de Cardiff.
Waugh est rédacteur politique du HuffPost UK, rédacteur en chef de PoliticsHome et rédacteur politique adjoint de The Independent, ainsi que du London Evening Standard. Il travaille également pour le journal i et présente la semaine à Westminster pour la BBC,,.
Waugh se présente comme candidat travailliste pour l'élection partielle de Rochdale en 2024, après avoir perdu l'investiture face à Azhar Ali, qui est à son tour suspendu du parti,. Lors des élections générales de 2024, il est élu député de Rochdale,. Waugh critique l'ancien député, George Galloway, le qualifiant de « perroquet de Poutine » et d'extrémiste.